# Willem Frederik Bon
Willem Frederik Bon (Amersfoort, 15 juni 1940 - Nijeholtpade, 14 april 1983) (bijnaam Peke) was een Nederlandse componist,  dirigent en docent.
Hij studeerde klarinet, compositie (muziek) en orkestdirectie in binnen- en buitenland. Zijn leermeesters waren onder anderen Kees van Baaren en Willem van Otterloo. Na zijn studie doceerde hij compositie aan het Conservatorium van Groningen. Tevens was hij dirigent van Amsterdam Sinfonietta en assistent dirigent van het Concertgebouworkest. Zijn bekendste muziekwerken zijn Symfonie nr. 2 "Les Prédictions" en een muziekstuk voor de jeugd: "Eriks Wonderbaarlijke Reis", gebaseerd op "Erik of het klein insectenboek" van schrijver Godfried Bomans. Zijn stijl was geïnspireerd door het Franse impressionisme en is modern, maar niet atonaal. Willem Frederik is de zoon van Willem Bon, biochemicus, filmer en schilder. Hij is de broer van pianist en componist Maarten Bon, violiste Charlotte Bon en pianiste Marja Bon.

## Werken (selectie)

### Werken voor orkest
- 1970 Symfonie nr. 1 "Usher"
- 1970 Symfonie nr. 2 "Les Prédictions"
- 1970 Concert voor strijkorkest, Op.33
- Hoboconcert
- 1973 1999, Quatre Prophéties de Nostradamus voor sopraan en orkest

### Werken voor verteller en orkest
- 1979 Eriks Wonderbaarlijke Reis

### Vocale werken
- 1979 Les quatre saisons de Verlaine
- Requièm

### Kamermuziek
- 1966 Wind Quintet nr. 1
- 1982 Symphony for Strings

- Bibsys: 3121205
- Gemeinsame Normdatei: 1190926407
- Library of Congress Control Number: n79072800
- MusicBrainz: faac513b-1d82-4048-a860-87fa35207f0a
- Nationale Bibliotheek van Israël: 987012501399405171
- Nederlandse Thesaurus van Auteursnamen: 068898762
- Réseau des bibliothèques de Suisse occidentale: 02-A012938168
- Virtual International Authority File: 12725924
- WorldCat: E39PBJwX3GqGFjXxVbRDc3kxDq